# Kransfåfoting
Kransfåfoting (Allopauropus verticillatus) är en sällsynt mångfotingart som bara har hittats på några platser i Sverige, Norge och  Tyskland. Den var på 2000 och 2005 års rödlista över Sveriges hotade arter upptagen i kategori DD (kunskapsbrist). I 2010 och 2015 års rödlista anges den som nära hotad.